# Denkmal des Monats in Westfalen-Lippe
Als Denkmal des Monats in Westfalen-Lippe wird seit 1999 vom Kulturdienst LWL-Denkmalpflege, Landschafts- und Baukultur in Westfalen (ehemals Westfälisches Amt für Denkmalpflege) etwa einmal pro Monat ein Baudenkmal in Westfalen-Lippe ausgezeichnet. Es ist trotz Kooperation nicht zu verwechseln mit dem Denkmal des Monats der Arbeitsgemeinschaften Historische Stadtkerne in Nordrhein-Westfalen und Historische Ortskerne in Nordrhein-Westfalen.

## Liste

### 1999–2004
| Monat/Jahr | Bezeichnung                                | Ort                                                         | Baujahr                     | Foto                |
| ---------- | ------------------------------------------ | ----------------------------------------------------------- | --------------------------- | ------------------- |
| Aug. 1999  | ehemalige Synagoge                         | Borgentreich-Borgholz 51° 37′ 16″ N, 9° 15′ 32″ O           | 1838                        |                     |
| Sep. 1999  | Speicher von 1536                          | Nottuln-Schapdetten 51° 55′ 30″ N, 7° 24′ 26″ O             | 1536                        |                     |
| Okt. 1999  | ehemaliges Wegezollhäuschen                | Rheda-Wiedenbrück-Lintel 51° 52′ 6″ N, 8° 20′ 33″ O         | 1831                        |                     |
| Nov. 1999  | Motor-Kehrmaschine                         | Bielefeld 52° 1′ 22″ N, 8° 32′ 39″ O                        | 1934                        | Bild gesucht BW     |
| Dez. 1999  | Musikpavillon                              | Kreuztal 50° 57′ 48″ N, 7° 59′ 29″ O                        | 1907                        |                     |
| Jan. 2000  | Barockorgel in ehemaliger Klosterkirche    | Harsewinkel-Marienfeld 51° 56′ 45″ N, 8° 16′ 52″ O          | 1745–1751                   |                     |
| Feb. 2000  | Scheune Brameyer’scher Hof                 | Espelkamp-Frotheim 52° 20′ 34″ N, 8° 40′ 22″ O              | 1750                        |                     |
| Apr. 2000  | Kino/Stadttheater                          | Beckum 51° 45′ 12″ N, 8° 2′ 51″ O                           | 1948/1949                   |                     |
| Mai 2000   | Drüggelter Kapelle Heilig-Kreuz            | Möhnesee-Delecke 51° 29′ 35″ N, 8° 5′ 51″ O                 | 1227 erwähnt                |                     |
| Juni 2000  | Fischbauchbrücke                           | Plettenberg-Ohle 51° 14′ 0″ N, 7° 50′ 49″ O                 | 1914                        |                     |
| Juli 2000  | ehemalige Pädagogische Akademie            | Dortmund 51° 29′ 54″ N, 7° 27′ 12″ O                        | 1929                        |                     |
| Okt. 2000  | Villa Kerstiens (Ludger Kösters)           | Neuenkirchen 52° 14′ 29″ N, 7° 22′ 28″ O                    | etwa 1840                   |                     |
| Jan. 2001  | Marienaltar in der Neustädter Marienkirche | Bielefeld 52° 1′ 1″ N, 8° 31′ 48″ O                         | etwa 1400                   |                     |
| Feb. 2001  | Kranichdenkmal                             | Lemgo 52° 1′ 28″ N, 8° 54′ 1″ O                             | 1788                        |                     |
| März 2001  | Doppelhaushälfte                           | Münster 51° 58′ 5″ N, 7° 37′ 16″ O                          | 1904                        |                     |
| Juni 2001  | Segelflugzeug                              | Oerlinghausen 51° 56′ 42″ N, 8° 39′ 42″ O                   | 1937/1938                   | Bild gesucht BW     |
| Juli 2001  | ehemaliges Kloster                         | Marsberg-Bredelar 51° 25′ 4″ N, 8° 46′ 20″ O                | 1766 und andere             |                     |
| Sep. 2001  | ehemalige Synagoge                         | Petershagen 52° 22′ 39″ N, 8° 58′ 12″ O                     | 1846                        |                     |
| Okt. 2001  | Parkbad Süd                                | Castrop-Rauxel-Obercastrop 51° 32′ 38″ N, 7° 18′ 46″ O      | 1926                        | Eingang zum Parkbad |
| Nov. 2001  | alte Schule                                | Hiddenhausen-Schweicheln-Bermbeck 52° 9′ 12″ N, 8° 40′ 2″ O | 1847                        |                     |
| Dez. 2001  | Backhaus                                   | Kirchhundem-Silberg 51° 1′ 55″ N, 8° 2′ 14″ O               | 18. Jahrhundert             | Bild gesucht BW     |
| Jan. 2002  | Chorgestühl evangelische Marienkirche      | Lippstadt 51° 40′ 33″ N, 8° 20′ 44″ O                       | Anfang des 16. Jahrhunderts | Bild gesucht BW     |
| Feb. 2002  | altes Rathaus                              | Bad Driburg-Dringenberg 51° 40′ 15″ N, 9° 3′ 20″ O          | etwa 1540                   |                     |
| März 2002  | Gelbe Villa                                | Rheine 52° 16′ 36″ N, 7° 26′ 31″ O                          | etwa 1887                   |                     |
| Apr. 2002  | Fahnen der katholischen Kirche St. Lucia   | Harsewinkel 51° 57′ 42″ N, 8° 13′ 33″ O                     | Ende des 19. Jahrhunderts   | Bild gesucht BW     |
| Mai 2002   | Villa Gröning                              | Rheine-Mesum 52° 13′ 52″ N, 7° 29′ 32″ O                    | 1907                        |                     |
| Juli 2002  | Doppelhaus                                 | Menden (Sauerland) 51° 26′ 24″ N, 7° 47′ 29″ O              | 1893                        |                     |
| Sep. 2002  | Burg Sternberg                             | Extertal-Asmissen 52° 3′ 13″ N, 9° 2′ 56″ O                 | 16. Jahrhundert und andere  |                     |
| Okt. 2002  | Villa Bernhard Engelbert Kerstiens         | Neuenkirchen 52° 14′ 37″ N, 7° 22′ 11″ O                    | etwa 1820                   |                     |
| Nov. 2002  | Holtkämperei                               | Gütersloh-Isselhorst 51° 56′ 48″ N, 8° 24′ 48″ O            | 17. Jahrhundert             |                     |
| Feb. 2003  | Rolandsäule                                | Brakel 51° 43′ 1″ N, 9° 11′ 3″ O                            | Ende des 14. Jahrhunderts   |                     |
| Apr. 2003  | Haus Stockebrand                           | Möhnesee-Körbecke 51° 29′ 53″ N, 8° 7′ 47″ O                | Mitte des 19. Jahrhunderts  | Bild gesucht BW     |
| Aug. 2003  | Orgel in der Dorfkirche Ostönnen           | Soest-Ostönnen 51° 32′ 54″ N, 8° 0′ 2″ O                    | 1586 erwähnt                |                     |
| Sep. 2003  | Kreishaus                                  | Minden 52° 17′ 14″ N, 8° 55′ 10″ O                          | 1908                        |                     |
| Jan. 2004  | Alte Kirche St. Petrus                     | Marsberg-Padberg 51° 24′ 9″ N, 8° 46′ 0″ O                  | vermutlich 13. Jahrhundert  |                     |
| Feb. 2004  | Friedrichstaler Kanal; Schleusenkammer     | Detmold 51° 55′ 37″ N, 8° 52′ 13″ O                         | 1701/1704                   |                     |
| März 2004  | Wohnhaus                                   | Steinfurt-Burgsteinfurt 52° 8′ 50″ N, 7° 20′ 21″ O          | 1648                        |                     |
| Apr. 2004  | evangelische Thomaskirche                  | Gelsenkirchen-Erle 51° 33′ 30″ N, 7° 4′ 46″ O               | 1963–1965                   |                     |
| Mai 2004   | Hexenbürgermeisterhaus                     | Lemgo 52° 1′ 30″ N, 8° 53′ 58″ O                            | 1568/1571                   |                     |
| Sep. 2004  | Scheune des Hofes Großer Siepen            | Sprockhövel-Gennebreck 51° 18′ 50″ N, 7° 13′ 3″ O           | 1507                        | Bild gesucht BW     |
| Okt. 2004  | Wohnhaus „Wilder Mann“                     | Soest 51° 34′ 22″ N, 8° 6′ 21″ O                            | 1511                        |                     |
| Dez. 2004  | Bahnbetriebswerk mit Ringlokschuppen       | Bielefeld 52° 2′ 12″ N, 8° 33′ 2″ O                         | 1926 und andere             |                     |

### 2005–2009
| Monat/Jahr | Bezeichnung                                                | Ort                                                        | Baujahr                            | Foto                 |
| ---------- | ---------------------------------------------------------- | ---------------------------------------------------------- | ---------------------------------- | -------------------- |
| Jan. 2005  | evangelische Margaretenkirche                              | Kamen-Methler 51° 34′ 52″ N, 7° 36′ 43″ O                  | 13. Jahrhundert                    |                      |
| März 2005  | evangelische Lutherkirche                                  | Bochum 51° 29′ 13″ N, 7° 13′ 46″ O                         | 1911                               |                      |
| Mai 2005   | Relief mit Darstellung des Pfingstwunders                  | Nottuln 51° 55′ 48″ N, 7° 21′ 11″ O                        | 1535                               | Bild gesucht BW      |
| Juli 2005  | Kuriengebäude                                              | Geseke 51° 38′ 22″ N, 8° 30′ 45″ O                         | 18. Jahrhundert                    |                      |
| Aug. 2005  | Wehrgang Schloss Hohenlimburg                              | Hagen-Hohenlimburg 51° 20′ 43″ N, 7° 34′ 14″ O             | vor 1300                           |                      |
| Okt. 2005  | Tropfkörper der Kläranlage                                 | Horn-Bad Meinberg-Bad Meinberg 51° 53′ 53″ N, 8° 57′ 49″ O | 1956–1958                          |                      |
| Jan. 2006  | Drei-Königs-Fenster, katholische Kirche St. Peter und Paul | Bad Driburg 51° 44′ 9″ N, 9° 1′ 6″ O                       | 1896/1897                          | Bild gesucht BW      |
| März 2006  | Gitter katholische Pfarrkirche St. Saturnina               | Bad Driburg-Neuenheerse 51° 40′ 34″ N, 8° 59′ 57″ O        | etwa 1200                          |                      |
| Apr. 2006  | Fassade Wohnhaus Diedrichs-Knoche                          | Rheda-Wiedenbrück-Wiedenbrück 51° 50′ 5″ N, 8° 18′ 58″ O   | 1904                               |                      |
| Mai 2006   | Schloss, Ausstattung 1950er Jahre                          | Münster 51° 57′ 49″ N, 7° 36′ 47″ O                        | 1950er Jahre                       | Bild gesucht BW      |
| Juni 2006  | Glückauf-Kampfbahn                                         | Gelsenkirchen-Schalke 51° 31′ 47″ N, 7° 4′ 47″ O           | 1927/1928                          |                      |
| Juli 2006  | Windheim Nr. 2, Westfälisches Storchenmuseum               | Petershagen-Windheim 52° 24′ 55″ N, 9° 0′ 46″ O            | etwa 1700                          | Bild gesucht BW      |
| Aug. 2006  | Segelfliegerschule                                         | Meschede-Schüren 51° 18′ 10″ N, 8° 14′ 21″ O               | 1934–1938                          |                      |
| Sep. 2006  | Haus Malz                                                  | Vlotho 52° 9′ 58″ N, 8° 51′ 32″ O                          | 1684                               |                      |
| Nov. 2006  | ehemaliges Schmitmannsches Haus                            | Menden (Sauerland) 51° 26′ 19″ N, 7° 47′ 47″ O             | 1571                               |                      |
| Dez. 2006  | Orgel in katholischer Kirche St. Magdalena                 | Rüthen-Kellinghausen 51° 32′ 15″ N, 8° 26′ 35″ O           | zweite Hälfte des 19. Jahrhunderts | Bild gesucht BW      |
| Jan. 2007  | Hauptaltar Pfarrkirche St. Maria Immaculata                | Verl-Kaunitz 51° 51′ 25″ N, 8° 33′ 58″ O                   | 1900                               |                      |
| Feb. 2007  | Laubenhalle im Cafégarten Hotel Kaiserhof                  | Porta Westfalica-Barkhausen 52° 14′ 47″ N, 8° 54′ 43″ O    | 1897                               |                      |
| März 2007  | Tabakladen Matta Heynes                                    | Plettenberg 51° 12′ 53″ N, 7° 52′ 23″ O                    | 1950                               |                      |
| Apr. 2007  | katholische Kirche St. Sebastian                           | Sundern (Sauerland)-Endorf 51° 17′ 30″ N, 8° 2′ 13″ O      | 1898                               |                      |
| Juni 2007  | Extertalbahn                                               | Extertal-Bösingfeld 52° 4′ 16″ N, 9° 6′ 31″ O              | 1929                               |                      |
| Juli 2007  | Löwen-Apotheke                                             | Rheine 52° 16′ 45″ N, 7° 26′ 16″ O                         | 1933 1677                          |                      |
| Sep. 2007  | Ackerhaus Abtei Marienmünster                              | Marienmünster 51° 49′ 58″ N, 9° 12′ 42″ O                  | 1712                               |                      |
| Okt. 2007  | Fachwerk-Speicher                                          | Paderborn-Schloß Neuhaus 51° 44′ 35″ N, 8° 42′ 43″ O       | etwa 1640                          |                      |
| Nov. 2007  | Eduard-Müller-Krematorium                                  | Hagen-Delstern 51° 20′ 43″ N, 7° 30′ 40″ O                 | 1906/1907                          |                      |
| Dez. 2007  | Kreuzweg katholische Kirche St. Vincentius                 | Warburg-Scherfede 51° 31′ 52″ N, 9° 1′ 43″ O               | 1931                               | Bild gesucht BW      |
| Jan. 2008  | Wohn-Wirtschaftsgebäude „Haus Baukey“                      | Hagen-Vorhalle 51° 23′ 40″ N, 7° 24′ 27″ O                 | 1705                               |                      |
| Feb. 2008  | Fürstenzimmer im Bahnhof                                   | Detmold 51° 56′ 26″ N, 8° 52′ 24″ O                        | 1880                               |                      |
| März 2008  | Nikolaikirche                                              | Lemgo 52° 1′ 40″ N, 8° 54′ 8″ O                            | 13. Jahrhundert                    |                      |
| Apr. 2008  | Rommenhöller-Denkmal                                       | Bad Driburg-Herste 51° 42′ 12″ N, 9° 5′ 11″ O              | 1932                               |                      |
| Mai 2008   | Städtischer Friedhof                                       | Bocholt 51° 50′ 32″ N, 6° 38′ 15″ O                        | 1904                               |                      |
| Juni 2008  | Kurhaus                                                    | Bad Oeynhausen 52° 11′ 55″ N, 8° 47′ 48″ O                 | 1905                               |                      |
| Juli 2008  | Gartenhäuser                                               | Arnsberg 51° 23′ 39″ N, 8° 3′ 39″ O                        | erste Hälfte des 19. Jahrhunderts  |                      |
| Aug. 2008  | Marstor des Schlosses Nordkirchen                          | Nordkirchen 51° 43′ 54″ N, 7° 32′ 0″ O                     | 1734                               |                      |
| Sep. 2008  | Altaraufsatz in der evangelischen Pfarrkirche              | Welver-Schwefe 51° 34′ 38″ N, 8° 2′ 5″ O                   | 1520/1530                          | Bild gesucht BW      |
| Nov. 2008  | Ehrenmal Zeche Radbod: Opfer Schlagwetterexplosion         | Hamm-Bockum-Hövel 51° 42′ 11″ N, 7° 45′ 46″ O              | 1908                               |                      |
| Dez. 2008  | Bismarcksäule                                              | Bad Berleburg 51° 2′ 59″ N, 8° 23′ 59″ O                   | 1911                               |                      |
| Jan. 2009  | evangelische Christuskirche                                | Lünen-Horstmar 51° 35′ 58″ N, 7° 33′ 13″ O                 | 1913/1914                          | Christuskirche Lünen |
| Feb. 2009  | Röstofenanlage                                             | Siegen-Gosenbach 50° 51′ 14″ N, 7° 57′ 44″ O               | 1862                               | Bild gesucht BW      |
| März 2009  | Bildstock                                                  | Telgte 51° 59′ 7″ N, 7° 47′ 12″ O                          | 1769                               |                      |
| Apr. 2009  | Einfamilienhaus der Familie Steimann                       | Ahlen 51° 45′ 56″ N, 7° 52′ 51″ O                          | 1965–1967                          | Bild gesucht BW      |
| Mai 2009   | Backspeicher                                               | Sassenberg-Füchtorf 52° 2′ 14″ N, 8° 0′ 56″ O              | vor 1700                           | Bild gesucht BW      |
| Juni 2009  | Prämonstratenserkloster, Kellergewölbe Westflügel          | Arnsberg 51° 23′ 33″ N, 8° 3′ 52″ O                        | Anfang des 18. Jahrhunderts        |                      |
| Juli 2009  | ehemalige Kaserne                                          | Höxter 51° 46′ 14″ N, 9° 22′ 45″ O                         | 1881 1914                          |                      |
| Aug. 2009  | Villa Böckelmann                                           | Herford 52° 7′ 10″ N, 8° 40′ 29″ O                         | 1893                               |                      |
| Okt. 2009  | Strackenhof                                                | Sundern (Sauerland)-Endorf 51° 17′ 26″ N, 8° 2′ 12″ O      | 1634                               |                      |
| Nov. 2009  | Schmarotzerhaus                                            | Menden (Sauerland) 51° 26′ 20″ N, 7° 47′ 41″ O             | 1709                               |                      |
| Dez. 2009  | Weihnachtskrippe der evangelischen Martin-Luther-Kirche    | Gütersloh 51° 54′ 21″ N, 8° 22′ 45″ O                      | etwa 1920                          |                      |

### 2010–2014
| Monat/Jahr | Bezeichnung                                                                                     | Ort                                                       | Baujahr                                    | Foto                         |
| ---------- | ----------------------------------------------------------------------------------------------- | --------------------------------------------------------- | ------------------------------------------ | ---------------------------- |
| Feb. 2010  | Glockenspiel im historischen Rathaus                                                            | Höxter 51° 46′ 26″ N, 9° 22′ 56″ O                        | 1959                                       |                              |
| März 2010  | Kreuzweg auf dem katholischen Friedhof                                                          | Erwitte-Horn-Millinghausen 51° 36′ 55″ N, 8° 14′ 44″ O    | 1866                                       |                              |
| Apr. 2010  | Offizierswohnhaus                                                                               | Detmold 51° 56′ 48″ N, 8° 53′ 24″ O                       | 1935                                       |                              |
| Mai 2010   | Heimhoftheater                                                                                  | Burbach-Würgendorf 50° 45′ 43″ N, 8° 8′ 27″ O             | 1951                                       |                              |
| Juni 2010  | Schachtanlage Westerholt 3                                                                      | Herten-Westerholt 51° 36′ 11″ N, 7° 4′ 44″ O              | 1956–1960                                  |                              |
| Juli 2010  | katholische Pfarrkirche St. Heribert, Renaissanceausmalungen                                    | Hallenberg 51° 6′ 37″ N, 8° 37′ 17″ O                     | 1558                                       |                              |
| Aug. 2010  | Kreuzgang des ehemaligen Benediktinerklosters                                                   | Herzebrock-Clarholz-Herzebrock 51° 53′ 6″ N, 8° 14′ 43″ O | 1474/1475                                  |                              |
| Sep. 2010  | Gutspark Böckel                                                                                 | Rödinghausen-Bieren 52° 13′ 27″ N, 8° 31′ 12″ O           | Ende des 19. Jahrhunderts                  |                              |
| Okt. 2010  | Blumenhaus im Schlosspark Schieder                                                              | Schieder-Schwalenberg-Schieder 51° 55′ 1″ N, 9° 9′ 1″ O   | Anfang des 18. Jahrhunderts                |                              |
| Nov. 2010  | Fenstergitter der katholischen Herz-Jesu-Kirche                                                 | Bottrop 51° 31′ 7″ N, 6° 55′ 50″ O                        | 1923/1928                                  | Bild gesucht BW              |
| Dez. 2010  | Hewenshof                                                                                       | Steinfurt-Burgsteinfurt 52° 8′ 46″ N, 7° 20′ 19″ O        | 1520                                       |                              |
| Feb. 2011  | Villa Meckel                                                                                    | Kreuztal-Ferndorf 50° 57′ 37″ N, 8° 1′ 6″ O               | 1903/1904 1930                             |                              |
| März 2011  | Statue des Heiligen Liborius                                                                    | Meschede-Laer 51° 20′ 54″ N, 8° 15′ 25″ O                 | 1763                                       | Statue des Heiligen Liborius |
| Apr. 2011  | Burg Dringenberg, Minuskelinschrift                                                             | Bad Driburg-Dringenberg 51° 40′ 19″ N, 9° 3′ 13″ O        | erste Hälfte des 15. Jahrhunderts          |                              |
| Mai 2011   | Rauchgaskamin der Friedrich-Wilhelm-Hütte                                                       | Bestwig-Ostwig 51° 21′ 30″ N, 8° 25′ 20″ O                | 1854                                       |                              |
| Juli 2011  | Erlöserkirche                                                                                   | Bochum-Hiltrop 51° 30′ 54″ N, 7° 15′ 35″ O                | 1925–1927                                  |                              |
| Aug. 2011  | ehemaliger Schultenhof Haus Thoholte                                                            | Geseke 51° 38′ 33″ N, 8° 30′ 40″ O                        | 16. Jahrhundert 18. Jahrhundert            |                              |
| Sep. 2011  | romanische Ausmalung der katholischen Kirche Mariä Geburt                                       | Paderborn-Neuenbeken 51° 44′ 40″ N, 8° 50′ 55″ O          | etwa 1230                                  |                              |
| Nov. 2011  | Dreizehnlindenhaus                                                                              | Höxter 51° 46′ 42″ N, 9° 24′ 24″ O                        | 1794                                       |                              |
| Dez. 2011  | Veerhoffhaus                                                                                    | Gütersloh 51° 54′ 16″ N, 8° 22′ 40″ O                     | 1648 1790                                  |                              |
| Feb. 2012  | St. Peter und Paul                                                                              | Siegen 50° 52′ 9″ N, 8° 0′ 49″ O                          | 1937                                       |                              |
| März 2012  | Panoramatapeten in Gartensaal und Salon des Bürgerhauses Klosterstraße 7                        | Warendorf 51° 57′ 8″ N, 7° 59′ 36″ O                      | etwa 1824                                  | Bild gesucht BW              |
| Apr. 2012  | Kommende 13                                                                                     | Steinfurt-Burgsteinfurt 52° 8′ 35″ N, 7° 20′ 28″ O        | 1290/1295                                  |                              |
| Mai 2012   | Parkanlage am Ostring                                                                           | Hamm 51° 40′ 45″ N, 7° 49′ 23″ O                          | 1914                                       |                              |
| Juni 2012  | Arnoldihaus                                                                                     | Warburg 51° 29′ 7″ N, 9° 8′ 52″ O                         | 1513                                       |                              |
| Juli 2012  | Bauernhof Grube                                                                                 | Lüdinghausen 51° 44′ 43″ N, 7° 25′ 51″ O                  | 1517                                       |                              |
| Aug. 2012  | Fachwerkhaus Turmstraße 5                                                                       | Bad Salzuflen 52° 5′ 3″ N, 8° 44′ 56″ O                   | 1632                                       |                              |
| Sep. 2012  | Vesperbild (Pietà) der kath. Nikolaikapelle                                                     | Soest 51° 34′ 17″ N, 8° 6′ 35″ O                          | um 1400                                    |                              |
| Okt. 2012  | Bürgerhaus Marktplatz 12                                                                        | Rheine 52° 16′ 43″ N, 7° 26′ 20″ O                        | 1649                                       |                              |
| Nov. 2012  | Radrennbahn                                                                                     | Bielefeld 52° 1′ 51″ N, 8° 34′ 50″ O                      | 1953                                       |                              |
| Dez. 2012  | Kirchenkrippe der katholischen Kirchengemeinde St. Heinrich und Kunigunde                       | Paderborn-Schloß Neuhaus 51° 44′ 37″ N, 8° 42′ 47″ O      | 1926                                       | Bild gesucht BW              |
| Jan. 2013  | ehemaliger Gasthof Grübener                                                                     | Bad Berleburg-Stünzel 50° 58′ 52″ N, 8° 21′ 41″ O         | 1784, 1910–1912                            |                              |
| Feb. 2013  | Kaufhaus Hauptstraße 57                                                                         | Menden (Sauerland) 51° 26′ 19″ N, 7° 47′ 38″ O            | 1914                                       |                              |
| März 2013  | Glasfenster der katholischen Kirche St. Mariä Himmelfahrt                                       | Bottrop-Feldhausen 51° 36′ 51″ N, 6° 58′ 19″ O            | 1485                                       | Bild gesucht BW              |
| Apr. 2013  | Johanneskirche                                                                                  | Hamm-Bockum-Hövel 51° 41′ 26″ N, 7° 47′ 42″ O             | 1937/1938                                  |                              |
| Mai 2013   | Steingarten südlich des Schlosses Stietencron in Schötmar                                       | Bad Salzuflen-Schötmar 52° 4′ 9″ N, 8° 45′ 37″ O          | 1950                                       |                              |
| Juni 2013  | Rathaus Brilon                                                                                  | Brilon 51° 23′ 43″ N, 8° 34′ 4″ O                         | 1250                                       |                              |
| Juli 2013  | Krenzer Hammer                                                                                  | Breckerfeld 51° 16′ 28″ N, 7° 23′ 56″ O                   | 1914                                       |                              |
| Aug. 2013  | Gartenhaus im Nordpark („Schinkel-Pavillon“)                                                    | Bielefeld 52° 2′ 18″ N, 8° 31′ 44″ O                      | ca. 1830                                   |                              |
| Sep. 2013  | Wand- und Gewölbemalereien in der evangelisch-reformierten Dorfkirche                           | Barntrup-Sonneborn 52° 0′ 41″ N, 9° 9′ 59″ O              | 1564–1576                                  |                              |
| Okt. 2013  | Parkanlage der Villa Hecking                                                                    | Neuenkirchen 52° 14′ 33″ N, 7° 22′ 0″ O                   | Anfang der 1950er-Jahre                    |                              |
| Nov. 2013  | Dach der Gnadenkapelle                                                                          | Telgte 51° 59′ 6″ N, 7° 47′ 10″ O                         | 1763                                       |                              |
| Dez. 2013  | evangelische St. Petrikirche                                                                    | Soest 51° 34′ 18″ N, 8° 6′ 25″ O                          | 12. bis 14. Jahrhundert                    |                              |
| Jan. 2014  | Kirchenkrippe in der ehemaligen Jesuitenkirche (Marktkirche)                                    | Paderborn 51° 42′ 58″ N, 8° 45′ 14″ O                     | 1926                                       | Bild gesucht BW              |
| Feb. 2014  | Baukomplex Kampstraße 45/47                                                                     | Dortmund 51° 30′ 55″ N, 7° 27′ 32″ O                      | 1975–1977                                  |                              |
| März 2014  | Zwölf Apostel in der Klosterkirche Oelinghausen                                                 | Arnsberg-Holzen51° 24′ 46″ N, 7° 56′ 40″ O                | ca. 1716                                   | weitere Bilder               |
| Apr. 2014  | Wohnhaus Thomästraße 30                                                                         | Soest 51° 34′ 16″ N, 8° 6′ 44″ O                          | 1927                                       |                              |
| Mai 2014   | Garten des Kapuzinerklosters                                                                    | Werne 51° 39′ 43″ N, 7° 38′ 13″ O                         | heutige Gestaltung: spätes 19. Jahrhundert |                              |
| Juni 2014  | Hof Betge                                                                                       | Detmold-Vahlhausen 51° 56′ 37″ N, 8° 56′ 12″ O            | ab 1686                                    |                              |
| Juli 2014  | Villa Schönfeld                                                                                 | Herford 52° 6′ 55″ N, 8° 39′ 48″ O                        | 1874–1876                                  |                              |
| Aug. 2014  | ehemalige Mindener Molkerei                                                                     | Minden 52° 17′ 31″ N, 8° 54′ 54″ O                        | 1888                                       |                              |
| Sep. 2014  | Eisengittertor im Heiligenhäuschen des Hl. Ignatius von Loyola in der Wallfahrtstätte Eremitage | Wilnsdorf-Niederdielfen 50° 51′ 23″ N, 8° 3′ 58″ O        | 18. Jahrhundert                            |                              |
| Okt. 2014  | Hörster Friedhof                                                                                | Münster 51° 57′ 54″ N, 7° 38′ 13″ O                       | 1808                                       |                              |
| Nov. 2014  | Justizvollzugsanstalt Münster                                                                   | Münster 51° 58′ 6″ N, 7° 38′ 4″ O                         | 1853                                       |                              |
| Dez. 2014  | Franziskanerkonvent und Kirche St. Marien                                                       | Borken-Gemen 51° 51′ 42″ N, 6° 51′ 53″ O                  | 1705–1756                                  |                              |

### 2015–2019
| Monat/Jahr | Bezeichnung                                                               | Ort                                                            | Baujahr                                               | Foto            |
| ---------- | ------------------------------------------------------------------------- | -------------------------------------------------------------- | ----------------------------------------------------- | --------------- |
| Jan. 2015  | Villa Schillerstraße 8                                                    | Bochum 51° 29′ 18″ N, 7° 13′ 13″ O                             | 1898                                                  |                 |
| Feb. 2015  | Wassermühle Schulze Westerath                                             | Nottuln-Stevern 51° 56′ 31″ N, 7° 23′ 7″ O                     | ca. 1490                                              |                 |
| März 2015  | Sakramentshaus der St. Amandus Kirche                                     | Datteln 51° 39′ 11″ N, 7° 20′ 47″ O                            | um 1520                                               |                 |
| Apr. 2015  | Luftnachrichtenkaserne am Albersloher Weg                                 | Münster-Gremmendorf 51° 55′ 35″ N, 7° 39′ 58″ O                | 1936                                                  | Bild gesucht BW |
| Mai 2015   | Spielplatz in der Siedlung Vorderes Wenscht                               | Siegen-Geisweid 50° 54′ 41″ N, 7° 59′ 53″ O                    | ab 1953                                               | Bild gesucht BW |
| Juni 2015  | Petershäger Amtsstubenhaus                                                | Petershagen                                                    | 1599                                                  |                 |
| Juli 2015  | Reetdachhaus                                                              | Ahlen 51° 46′ 22″ N, 7° 54′ 7″ O                               | 1958                                                  | Bild gesucht BW |
| Aug. 2015  | Orangerie im Botanischen Garten des Schlosses in Münster                  | Münster 51° 57′ 51″ N, 7° 36′ 37″ O                            | ab 1803                                               |                 |
| Sep. 2015  | Goldener Altar in St. Viktor zu Schwerte                                  | Schwerte 51° 26′ 25″ N, 7° 34′ 15″ O                           | 1515/1523                                             |                 |
| Okt. 2015  | Zechensiedlung Teutoburgia                                                | Herne-Börnig 51° 33′ 0″ N, 7° 16′ 32″ O                        | 1909–1923                                             |                 |
| Nov. 2015  | Wohn- und Geschäftshaus an der Parkstraße                                 | Bad Salzuflen 52° 5′ 11″ N, 8° 44′ 46″ O                       | 1924/1925                                             |                 |
| Dez. 2015  | Karthaus                                                                  | Dülmen 51° 52′ 30″ N, 7° 18′ 53″ O                             | 1476–1607                                             |                 |
| Jan. 2016  | Wohnhaus am Kirchplatz 3                                                  | Lüdenscheid 51° 12′ 59″ N, 7° 38′ 0″ O                         | wahrscheinlich 1723                                   |                 |
| Feb. 2016  | Dörr- und Backhaus auf dem Gelände des ehemaligen Meierhofes              | Borchen-Nordborchen 51° 40′ 7″ N, 8° 43′ 11″ O                 | 1830                                                  |                 |
| März 2016  | Wurzel-Jesse-Fenster der katholischen Pfarrkirche St. Brigida             | Legden 52° 1′ 49″ N, 7° 6′ 19″ O                               | um 1230                                               |                 |
| Apr. 2016  | Dorfkirche in Donop                                                       | Blomberg-Donop 51° 59′ 17″ N, 8° 59′ 41″ O                     | um 1118                                               |                 |
| Mai 2016   | Bochumer Stadtpark                                                        | Bochum 51° 29′ 29″ N, 7° 13′ 30″ O                             | ab 1876                                               |                 |
| Juni 2016  | Rastplatz am Sassenborn                                                   | Porta Westfalica-Barkhausen 52° 14′ 43″ N, 8° 51′ 53″ O        | 1934                                                  |                 |
| Juli 2016  | Rochuskapelle                                                             | Brilon 51° 23′ 37″ N, 8° 33′ 47″ O                             | 1676                                                  |                 |
| Aug. 2016  | Burg Herstelle                                                            | Beverungen-Herstelle 51° 38′ 26″ N, 9° 25′ 2″ O                | Amtshaus 1798 Haupthaus 1826–1832                     |                 |
| Sep. 2016  | Kirchturm der katholischen Pfarrkirche St. Lambertus                      | Ascheberg 51° 47′ 22″ N, 7° 37′ 10″ O                          | 1909                                                  |                 |
| Okt. 2016  | Rahdener Kirchplatz                                                       | Rahden 52° 25′ 59″ N, 8° 36′ 49″ O                             | erste Hälfte des 19. Jahrhunderts                     |                 |
| Nov. 2016  | Britensiedlung am Angelsachsenweg                                         | Münster-Gremmendorf 51° 55′ 22″ N, 7° 40′ 18″ O                | 1951–1955                                             | Bild gesucht BW |
| Dez. 2016  | St. Laurentiuskapelle                                                     | Waltrop-Leveringhausen 51° 36′ 0″ N, 7° 22′ 41″ O              | 1343 erwähnt                                          |                 |
| Jan. 2017  | Museum Wilhelm Morgner                                                    | Soest 51° 34′ 16″ N, 8° 6′ 30″ O                               | 1961/1962                                             |                 |
| Feb. 2017  | Eiscafé Alte Kantorei                                                     | Stemwede-Levern 52° 22′ 26″ N, 8° 27′ 13″ O                    | 1746                                                  |                 |
| März 2017  | Wandelretabel der katholischen Pfarrkirche St. Marien                     | Paderborn-Neuenbeken 51° 44′ 41″ N, 8° 50′ 55″ O               | um 1900                                               |                 |
| Apr. 2017  | Appartementhaus am Palaisgarten                                           | Detmold 51° 55′ 44″ N, 8° 52′ 52″ O                            | 1969–1976                                             |                 |
| Mai 2017   | Mindener Glacis                                                           | Minden 52° 17′ 6″ N, 8° 55′ 8″ O                               | ab 1873                                               |                 |
| Juni 2017  | ehemalige Leibzucht des Meyer zu Heepen                                   | Bielefeld-Heepen 52° 1′ 47″ N, 8° 35′ 22″ O                    | 1815                                                  |                 |
| Juli 2017  | Königin-Luisen-Schule                                                     | Herne-Wanne 51° 31′ 51″ N, 7° 8′ 41″ O                         | 1908/1909                                             |                 |
| Aug. 2017  | Schmiede und Stellmacherei von Schloss Schweckhausen                      | Willebadessen-Schweckhausen 51° 36′ 23″ N, 9° 9′ 53″ O         | um 1785                                               |                 |
| Sep. 2017  | Kanzelorgelprospekt der Altenaer Lutherkirche                             | Altena 51° 17′ 46″ N, 7° 40′ 27″ O                             | um 1738                                               |                 |
| Okt. 2017  | Ehrenhain am Kiersper Friedhof                                            | Kierspe 51° 8′ 13″ N, 7° 35′ 24″ O                             | 1924                                                  | Bild gesucht BW |
| Nov. 2017  | Kriegsgräberstätte und sowjetische Gedenkstätte in der Fulmecke           | Meschede 51° 21′ 47″ N, 8° 16′ 51″ O                           | ab 1916                                               |                 |
| Dez. 2017  | Wassermühle Graffeln                                                      | Büren-Wewelsburg 51° 36′ 59″ N, 8° 38′ 52″ O                   | 1517                                                  |                 |
| Jan. 2018  | Fachwerkhaus am Kirchplatz                                                | Lage-Heiden 51° 58′ 48″ N, 8° 50′ 52″ O                        | wahrscheinlich 17. Jahrhundert                        |                 |
| Feb. 2018  | Kapelle St. Josef auf dem Finkenhagen                                     | Olpe 51° 1′ 49″ N, 7° 50′ 13″ O                                | 1980–1986                                             | Bild gesucht BW |
| März 2018  | Schnitzretabel der evangelischen Kirche Lünern                            | Unna-Lünern 51° 32′ 59″ N, 7° 45′ 41″ O                        | um 1525                                               |                 |
| Apr. 2018  | „Landhaus Ilse“                                                           | Burbach 50° 45′ 6″ N, 8° 4′ 4″ O                               | 1924                                                  | Bild gesucht BW |
| Mai 2018   | Orangeriegarten im Schlosspark Nordkirchen                                | Nordkirchen 51° 43′ 52″ N, 7° 31′ 30″ O                        | 1729–1731                                             |                 |
| Juni 2018  | ehemalige Kirche St. Johannes                                             | Telgte 51° 59′ 12″ N, 7° 47′ 46″ O                             | 1962–1964                                             | Bild gesucht BW |
| Juli 2018  | Schloss Senden                                                            | Senden 51° 51′ 3″ N, 7° 28′ 28″ O                              | Ursprünge im 15. Jahrhundert                          |                 |
| Aug. 2018  | Orgel von Friedrich Bernhard Meyer in der Kirche St. Georg                | Paderborn 51° 43′ 28″ N, 8° 44′ 16″ O                          | 1887/1888                                             |                 |
| Sep. 2018  | geschnitzter Deelentorbogen von Hof Heining                               | Werther-Schröttinghausen 52° 4′ 28″ N, 8° 27′ 1″ O             | 1818/1819                                             |                 |
| Okt. 2018  | historischer Stadtkern von Tecklenburg                                    | Tecklenburg 52° 13′ 10″ N, 7° 48′ 44″ O                        | überwiegend 16. und 17. Jahrhundert                   |                 |
| Nov. 2018  | Friedhofskapelle                                                          | Preußisch Oldendorf-Bad Holzhausen 52° 17′ 23″ N, 8° 31′ 46″ O | 1962–1964                                             |                 |
| Dez. 2018  | Burgtore der Burg Altena                                                  | Altena 51° 17′ 56″ N, 7° 40′ 30″ O                             | 1906/1916                                             |                 |
| Jan. 2019  | Wohnhaus in der Rektoratsstraße 3                                         | Rheda-Wiedenbrück-Wiedenbrück 51° 50′ 13″ N, 8° 18′ 34″ O      | 1968                                                  |                 |
| Feb. 2019  | Fassade des Südwestturmes der Wewelsburg                                  | Büren-Wewelsburg 51° 36′ 24″ N, 8° 39′ 4″ O                    | 1603–1609                                             |                 |
| März 2019  | Kreuzwegkapelle                                                           | Bestwig-Velmede 51° 21′ 36″ N, 8° 22′ 37″ O                    | 1885/1886                                             |                 |
| Apr. 2019  | gotischer Sakristeischrank der katholischen Propsteikirche St. Laurentius | Arnsberg 51° 23′ 34″ N, 8° 3′ 55″ O                            | unterer Teil um 1340/1350 oberer Teil 17. Jahrhundert |                 |
| Mai 2019   | Parkanlage von Haus Stapel                                                | Havixbeck 51° 59′ 31″ N, 7° 24′ 16″ O                          | ab erste Hälfte des 18. Jahrhunderts                  |                 |
| Juni 2019  | Wasserhochbehälter Wittekindsberg                                         | Porta Westfalica-Barkhausen 52° 14′ 56″ N, 8° 54′ 31″ O        | 1887                                                  | Bild gesucht BW |
| Juli 2019  | Wallfahrtskirche Mariä Himmelfahrt                                        | Hallenberg 51° 6′ 31″ N, 8° 37′ 31″ O                          | 11. und 12. Jahrhundert                               |                 |
| Aug. 2019  | Wohnhaus im Windmühlenfeld 6                                              | Rödinghausen-Schwenningdorf 52° 14′ 35″ N, 8° 29′ 14″ O        | 1846                                                  |                 |
| Sep. 2019  | Brunnen auf dem Neuen Markt                                               | Herford 52° 6′ 58″ N, 8° 40′ 28″ O                             | 1599                                                  |                 |
| Okt. 2019  | Denkmalpflegeplan Alt-Arnsberg                                            | Arnsberg 51° 23′ 39″ N, 8° 3′ 49″ O                            | 2018 erstellt                                         |                 |
| Nov. 2019  | Freiherr-vom-Stein-Gymnasium                                              | Lünen 51° 36′ 39″ N, 7° 30′ 57″ O                              | 1929–1931                                             |                 |
| Dez. 2019  | ehemaliges Neues Dominikanerkloster                                       | Warburg 51° 29′ 29″ N, 9° 9′ 12″ O                             | Kirche 1905–1908 Klostergebäude 1920er Jahre          |                 |

### 2020–2024
| Monat/Jahr | Bezeichnung                                                            | Ort                                                                   | Baujahr                                                 | Foto                                                 |
| ---------- | ---------------------------------------------------------------------- | --------------------------------------------------------------------- | ------------------------------------------------------- | ---------------------------------------------------- |
| Jan. 2020  | evangelische St. Paulikirche                                           | Soest 51° 34′ 8″ N, 8° 6′ 26″ O                                       | um 1350–1405/1406                                       |                                                      |
| Feb. 2020  | Pumpspeicherkraftwerk Koepchenwerk                                     | Herdecke 51° 24′ 41″ N, 7° 27′ 15″ O                                  | 1927–1930                                               |                                                      |
| März 2020  | Rathaus, Bürgerhalle und Kulturzentrum                                 | Bocholt 51° 50′ 13″ N, 6° 36′ 42″ O                                   | 1974–1977                                               |                                                      |
| Apr. 2020  | Treppenanlage im ehemaligen Friesenhausen’schen Hof                    | Soest 51° 34′ 17″ N, 8° 6′ 11″ O                                      | um 1720 Umbau um 1770                                   | Bild gesucht BW                                      |
| Mai 2020   | Gartengrotte der Villa Lohmann                                         | Witten 51° 25′ 59″ N, 7° 20′ 7″ O                                     | um 1875                                                 | Bild gesucht BW                                      |
| Juni 2020  | Reihenhaus Bökenförder Straße 134                                      | Lippstadt 51° 39′ 58″ N, 8° 21′ 17″ O                                 | um 1900                                                 |                                                      |
| Juli 2020  | Villa Dehlenkamp 1                                                     | Detmold-Hiddesen 51° 55′ 19″ N, 8° 51′ 34″ O                          | 1890/1895                                               |                                                      |
| Aug. 2020  | Preisrichtertribüne                                                    | Ennigerloh-Ostenfelde 51° 52′ 23″ N, 8° 4′ 54″ O                      | um 1946                                                 | Bild gesucht BW                                      |
| Sep. 2020  | Turm der Stiftskirche St. Peter und Paul                               | Marsberg-Obermarsberg 51° 27′ 10″ N, 8° 51′ 7″ O                      | 1410 Helm 1829                                          |                                                      |
| Okt. 2020  | Dorf, Kirchplatz und Schlossanlage Nordkirchen                         | Nordkirchen 51° 44′ 11″ N, 7° 31′ 43″ O                               | ab 16. Jahrhundert                                      |                                                      |
| Nov. 2020  | Terrassenwohnhaus Girondelle                                           | Bochum 51° 27′ 21″ N, 7° 14′ 54″ O                                    | 1967–71                                                 |                                                      |
| Dez. 2020  | Bauernhaus                                                             | Altenberge-Hansell 52° 2′ 17″ N, 7° 30′ 57″ O                         | 19. Jahrhundert                                         |                                                      |
| Jan. 2021  | Wohnhaus in der Gerberstraße                                           | Menden 51° 26′ 12″ N, 7° 47′ 52″ O                                    | um 1800                                                 |                                                      |
| Feb. 2021  | Bieketurm                                                              | Attendorn 51° 7′ 39″ N, 7° 54′ 5″ O                                   | 14. Jahrhundert                                         |                                                      |
| März 2021  | Hl. Maria Magdalena aus dem Altarretabel der ehemaligen Schlosskapelle | Horneburg (Datteln) 51° 37′ 51″ N, 7° 17′ 42″ O                       | kurz vor 1717                                           |                                                      |
| Apr. 2021  | Kraftfahrerkapelle St. Christophorus                                   | Telgte-Raestrup 51° 58′ 1″ N, 7° 51′ 32″ O                            | 1961–1964                                               |                                                      |
| Mai 2021   | Dr.-Dudziak-Park                                                       | Siegen 50° 54′ 51″ N, 7° 59′ 38″ O                                    | 1953                                                    | Bild gesucht BW                                      |
| Juni 2021  | Hoesch-Bungalow                                                        | Münster-Gievenbeck 51° 58′ 8″ N, 7° 34′ 45″ O                         | 1964                                                    | Bild gesucht BW                                      |
| Juli 2021  | Die Fenster des Jungfernhauses                                         | Velen-Ramsdorf 51° 53′ 17″ N, 6° 55′ 18″ O                            | um 1930                                                 |                                                      |
| Aug. 2021  | Brünnekenkapelle                                                       | Salzkotten-Verne 51° 40′ 43″ N, 8° 34′ 28″ O                          | 1851                                                    |                                                      |
| Sep. 2021  | Torbogen von Burg Holtzbrinck                                          | Altena 51° 17′ 44″ N, 7° 40′ 26″ O                                    | 17. Jh.                                                 |                                                      |
| Okt. 2021  | Fort A der Bahnhofsbefestigung in Minden                               | Bahnhof Minden (Westfalen)#Bahnhofsfestung 52° 17′ 41″ N, 8° 56′ 9″ O | 1850                                                    |                                                      |
| Nov. 2021  | St. Kilian in Paderborn                                                | Paderborn 51° 42′ 13″ N, 8° 45′ 36″ O                                 | 1965–1967                                               |                                                      |
| Dez. 2021  | Rodentelgenkapelle in Arnsberg                                         | Kapelle Rodentelgen 51° 25′ 27″ N, 8° 1′ 21″ O                        | 15. Jahrhundert                                         |                                                      |
| Jan. 2022  | Vergesst uns nicht! – Mahnmal in Hamm                                  | Hamm Südring/Südstraße 51° 40′ 43″ N, 7° 49′ 14″ O                    | 26. Oktober 1952                                        |                                                      |
| Feb. 2022  | Pauluskirche in Gelsenkirchen Bulmke-Hüllen                            | Gelsenkirchen 51° 30′ 55″ N, 7° 6′ 43″ O                              | 1911, 1955–1959 Wiederaufbau                            |                                                      |
| März 2022  | Stiftskirche in Cappenberg                                             | Cappenberg 51° 39′ 3″ N, 7° 32′ 21″ O                                 | 1122                                                    |                                                      |
| Apr. 2022  | Wiederherstellung des Jüdischen Friedhofs                              | Warburg 51° 29′ 16″ N, 9° 8′ 36″ O                                    | 1820, 1945 Wiederaufbau                                 |                                                      |
| Mai 2022   | Botanischer Garten der Ruhr-Universität Bochum                         | Bochum 51° 26′ 31″ N, 7° 16′ 3″ O                                     | 1968                                                    |                                                      |
| Juni 2022  | Ehemalige jüdische Schule in Schwerte                                  | Schwerte 51° 26′ 32″ N, 7° 34′ 2″ O                                   | 1898                                                    |                                                      |
| Juli 2022  | Marktstraße 11, Soest                                                  | Soest 51° 34′ 15″ N, 8° 6′ 21″ O                                      | um 1660, 1781, 1808                                     |                                                      |
| Aug. 2022  | Doppelhaus Bahnhofstraße 7 in Halle                                    | Halle (Westf.) 52° 3′ 38″ N, 8° 21′ 42″ O                             | 18. Jh., 1885/86                                        |                                                      |
| Sep. 2022  | Astronomische Uhr aus dem Dom zu Münster                               | Münster (Westfalen) 51° 57′ 47″ N, 7° 37′ 34″ O                       | 1540–1542                                               |                                                      |
| Okt. 2022  | Ein Denkmalpflegeplan für Kamen                                        | Kamen 51° 35′ 30″ N, 7° 39′ 42″ O                                     |                                                         |                                                      |
| Nov. 2022  | St. Agatha – ein Einblick in die Bauforschung                          | Münster-Angelmodde 51° 55′ 22″ N, 7° 42′ 2″ O                         | 12. oder 13. Jahrhundert                                |                                                      |
| Dez. 2022  | Gildehaus Attendorn                                                    | Attendorn 51° 7′ 33″ N, 7° 54′ 10″ O                                  | 19. Jahrhundert                                         |                                                      |
| Jan. 2023  | Kirche Borgholzhausen – Dachwerke                                      | Borgholzhausen                                                        | 14. Jahrhundert                                         |                                                      |
| Feb. 2023  | Gartenlaube Brennerei Schroeder                                        | Verl 51° 53′ 4″ N, 8° 30′ 35″ O                                       | 19. Jahrhundert                                         |                                                      |
| März 2023  | Wulferthaus                                                            | Herford                                                               | 1560                                                    |                                                      |
| Apr. 2023  | Kavaliershaus                                                          | Bad Meinberg                                                          | 19. Jahrhundert                                         |                                                      |
| Mai 2023   | Hirschberger Tor                                                       | Arnsberg                                                              | 1753                                                    | weitere Bilder                                       |
| Juni 2023  | Burghaus Gransau                                                       | Arnsberg-Neheim                                                       | 17. Jahrhundert                                         |                                                      |
| Juli 2023  | Lokomotiv-Werkstatt der Zeche General Blumenthal 1/2/6                 | Recklinghausen 51° 36′ 14″ N, 7° 12′ 12″ O                            | 1905                                                    |                                                      |
| Aug. 2023  | Speicher/Alte Synagoge                                                 | Telgte 51° 59′ 2″ N, 7° 47′ 11″ O                                     | 16. Jahrhundert                                         |                                                      |
| Sep. 2023  | frühgotische Christusfigur aus St. Mariä Heimsuchung                   | Datteln-Ahsen 51° 42′ 0″ N, 7° 18′ 37″ O                              | um 1300                                                 | Christusfigur in Ahsen                               |
| Okt. 2023  | Hallenkrypta des Paderborner Doms                                      | Paderborn 51° 43′ 8″ N, 8° 45′ 22″ O                                  | 11. Jahrhundert                                         |                                                      |
| Nov. 2023  | Gartenanlage von Haus Berge                                            | Gelsenkirchen-Buer 51° 34′ 5″ N, 7° 4′ 13″ O                          | ab 1920                                                 | Gartenanlage von Haus Berge                          |
| Dez. 2023  | Gethmannscher Garten                                                   | Hattingen-Blankenstein                                                | 19. Jahrhundert                                         | Belvédère der Friedrichshöhe im Gethmannschen Garten |
| Jan. 2024  | Köhlerhaus und Jagdhütte im Balver Wald                                | Balve-Garbeck 51° 20′ 18″ N, 7° 48′ 16″ O                             | zwischen 1829 und 1834 1906 Umbau zur Jagdhütte         | weitere Bilder                                       |
| Feb. 2024  | Haus Köster-Emden                                                      | Altena 51° 17′ 50″ N, 7° 40′ 25″ O                                    | 1707                                                    | weitere Bilder                                       |
| März 2024  | Fassaden der Schlosskapelle St. Sebastian                              | Raesfeld 51° 45′ 52″ N, 6° 49′ 41″ O                                  | 1658                                                    | weitere Bilder                                       |
| Apr. 2024  | Rundturm von Haus Hameren                                              | Billerbeck 51° 57′ 51″ N, 7° 16′ 36″ O                                | 1593                                                    | weitere Bilder                                       |
| Mai 2024   | Der mittelalterliche und neuzeitliche Grundriss der Stadt Siegen       | Siegen                                                                |                                                         |                                                      |
| Juni 2024  | Preußische Meilensteine an der Minden-Koblenzer Chaussee               |                                                                       | 19. Jahrhundert                                         | weitere Bilder                                       |
| Juli 2024  | Ehemaliges Empfangsgebäude des Bahnhofs Vlotho                         | Vlotho 52° 10′ 19″ N, 8° 51′ 49″ O                                    | 1875                                                    | weitere Bilder                                       |
| Aug. 2024  | Ehemalige Zeche König Ludwig – Einfriedung der Schachtanlage 4/5       | Recklinghausen-Suderwich 51° 36′ 24″ N, 7° 14′ 52″ O                  |                                                         | Sanierte Mauer                                       |
| Sep. 2024  | Gruftenweg auf dem Lindenberg-Friedhof in Siegen                       | Siegen                                                                |                                                         |                                                      |
| Okt. 2024  | Prozessionsweg zwischen Münster und Telgte auf Telgter Stadtgebiet     |                                                                       |                                                         |                                                      |
| Nov. 2024  | Bauforschung im „Schmalen Haus“                                        | Schmallenberg 51° 8′ 43″ N, 8° 17′ 7″ O                               | 1804 Mittelbau des Gebäudes 1831 Erweiterung nach Osten |                                                      |
| Dez. 2024  | Bildstockfolge bei Neuenheerse – Stationen der Marienverehrung?        | Bad Driburg-Neuenheerse 51° 40′ 56″ N, 9° 0′ 27″ O                    | um 1700                                                 | weitere Bilder                                       |

### 2025
| Monat/Jahr | Bezeichnung                                        | Ort                                              | Baujahr         | Foto                    |
| ---------- | -------------------------------------------------- | ------------------------------------------------ | --------------- | ----------------------- |
| Jan. 2025  | Stiftsdamenhaus des ehemaliges Klosters Hohenholte | Havixbeck-Hohenholte 51° 59′ 45″ N, 7° 27′ 40″ O | um 1589         |                         |
| Feb. 2025  | Schmuckfassade des Hauses Kaiserwall 21            | Recklinghausen 51° 36′ 44″ N, 7° 11′ 59″ O       | 1907            | Kaiserwall 21 bei Nacht |
| März 2025  | Renaissance-Decke der Kirche St. Johannes          | Venne (Senden) 51° 51′ 14″ N, 7° 32′ 50″ O       | 1621            |                         |
| Apr. 2025  | Brunsteinkapelle                                   | Soest 51° 34′ 26″ N, 8° 6′ 9″ O                  | 1320–1400       | weitere Bilder          |
| Mai 2025   | Umfeld der großen Kaskade im Palaisgarten Detmold  | Detmold 51° 55′ 45″ N, 8° 52′ 36″ O              | 1850er Jahre    | weitere Bilder          |
| Juni 2025  | Restauriertes Erdgeschoss der Villa Schlüter       | Gütersloh 51° 54′ 13″ N, 8° 22′ 33″ O            | 1888            |                         |
| Juli 2025  | Fachwerkhaus in der Siegener Altstadt              | Siegen 50° 52′ 25″ N, 8° 1′ 36″ O                | 17. Jahrhundert |                         |
| Aug. 2025  | Hermannsdenkmal                                    | Detmold 51° 54′ 42″ N, 8° 50′ 22″ O              | 1838–1875       | weitere Bilder          |